# 凱南·耶爾德兹
凱南·耶爾德兹（土耳其語：Kenan Yıldız，發音：[ke:nan ɯɫ:dɯz]；2005年5月4日—），土耳其足球運動員，現效力意甲球隊尤文圖斯。土耳其國家足球隊成員。

## 俱樂部生涯

### 尤文圖斯
2022年7月12日，尤文圖斯足球俱樂部確認簽下自由身的耶爾德兹。9月，他被英文報紙《衛報》列入2005年出生的最佳60名球員之一。
2023年8月20日，耶爾德兹在尤文圖斯客場3-0戰勝烏迪內斯的比賽中下半場替補上場，完成了他的義甲首秀。十天後，他與俱樂部續約至2027年。
2023年12月23日，耶爾德兹在尤文圖斯客場2-1戰勝弗羅西諾內的比賽中首次首發，在第12分鐘進球幫助球隊取得領先，完成了他的義甲首球，憑藉這粒進球成為尤文圖斯進球最年輕的外籍球員。

## 國家隊生涯
耶爾德兹出生於德國，父親是土耳其人，母親是德國人。他是土耳其青年國腳。
2023年10月，他首次入選土耳其國家隊，參加2024年歐洲國家盃外圍賽對克羅埃西亞和拉脫維亞的兩場比賽。10月12日，耶爾德兹在1-0戰勝克羅埃西亞的比賽中第86分鐘替補上場，完成了他的土耳其國家足球隊首秀。
2023年11月18日，耶爾德兹在柏林奧林匹克體育場3-2戰勝德國隊的比賽中打進了自己的首個土耳其國家足球隊進球。
2024年6月7日，他入選了2024年歐洲足球錦標賽26人名單。

## 比賽風格
凱南是一位現代中場球員，以其強勁的傳球和禁區外的射門而聞名。他以精湛的技術而聞名。他最擅長的角色是組織核心，而他強壯的體格更是他的標誌。除了中場，凱南還可以勝任邊鋒。

## 生涯數據

#### 國家隊進球
最後更新：2024年11月19日
| No. | 日期       | 比賽場地                               | 對手       | 比分 | 賽果 | 賽事                  |
| --- | ---------- | -------------------------------------- | ---------- | ---- | ---- | --------------------- |
| 1.  | 2023.11.18 | 德国, 柏林, 柏林奧林匹克體育場         | 德国       | 2-1  | 3-2  | 友誼賽                |
| 2.  | 2024.11.19 | 蒙特內哥羅, 尼克希奇, 格拉德斯基體育場 | 蒙特內哥羅 | 1-1  | 3-1  | 2024-25年歐洲國家聯賽 |

## 榮譽

### 球會
祖雲達斯
- 義大利盃冠軍：2023–24賽季[18]

### 個人
- 金童獎 (網路票選)：2024[19]
- 意甲賽季最佳陣容：2024-25[20]
- 意甲賽季最佳進球：2024-25[21]

## 外部連結
- Soccerway資料庫：凱南·耶爾德兹
- DFB profile （页面存档备份，存于）
- FC Bayern profile （页面存档备份，存于）